# Operatie Greif

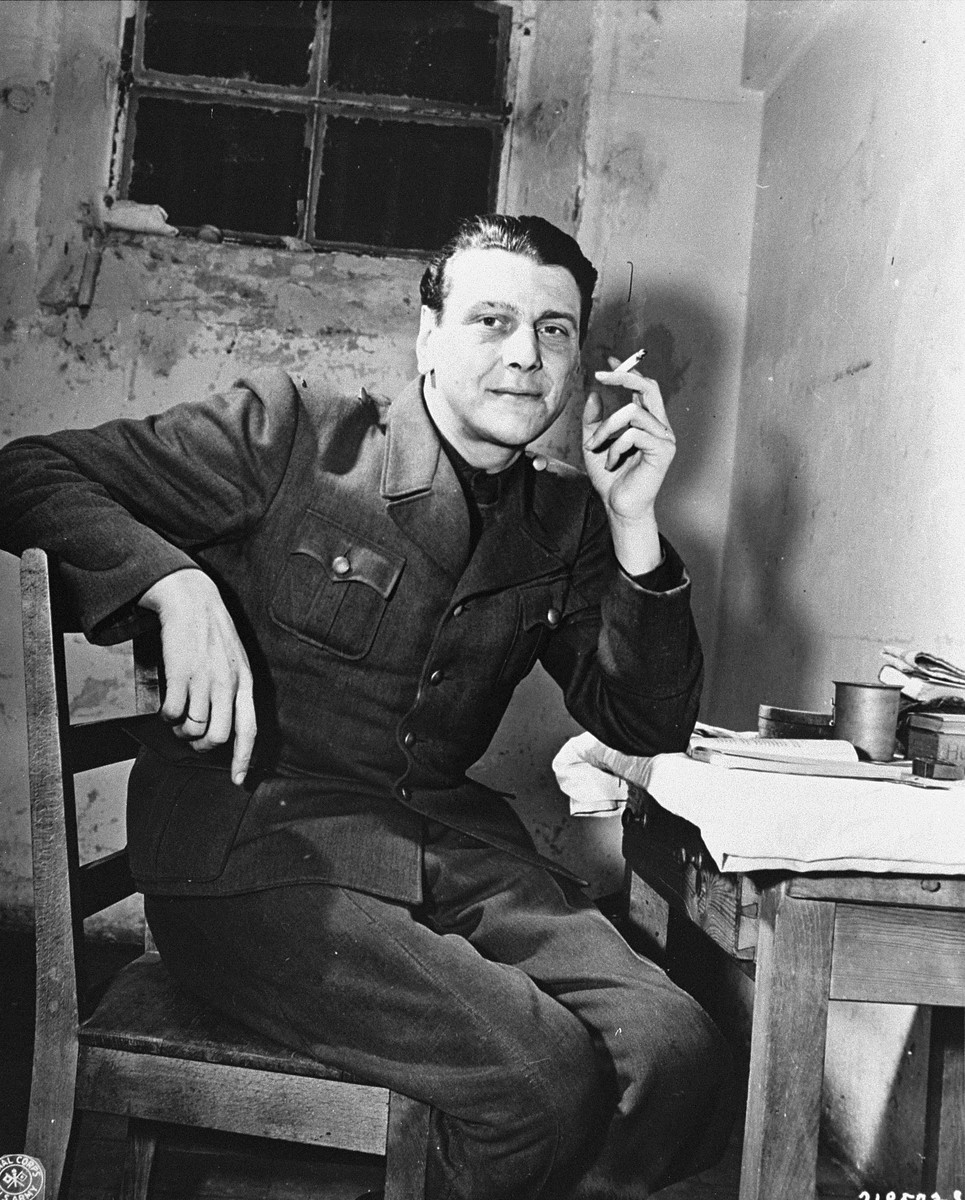
Otto Skorzeny leidde de Duitse troepen die achter de Amerikaanse linies verwarring trachtten te stichten.

Operatie Greif was de codenaam voor een bevel voor Duitse militairen die onder leiding stond van de Oostenrijkse SS-Obersturmbannführer (later Standartenführer) Otto Skorzeny. De Duitse militairen zouden tijdens het Ardennenoffensief in december 1944 achter de Amerikaanse linies worden ingezet. Het doel was om verwarring te stichten in het Amerikaanse kamp. Dit zou onder andere worden gedaan door middel van het geven van verkeerde bevelen en het niet doorgeven van belangrijke informatie. Via deze weg wilden de Duitsers het succes van de Slag om de Ardennen zekerstellen.

## Achtergrond en voorbereiding

### Achtergrondinformatie
Het Ardennenoffensief was een plan van Hitler om de meest noordelijke troepen van de geallieerden te vernietigen en de haven van Antwerpen opnieuw te veroveren.
Op 16 december 1944 openden de Duitsers dan ook het Ardennenoffensief dat uiteindelijk zou duren tot 25 januari 1945. Tijdens het Ardennenoffensief werden er door de Duitsers drie legers ingezet. Namelijk het 6e Pantserleger, het 5e Pantserleger en het 7e Leger. Deze troepen zouden alle geallieerde troepen boven Antwerpen moeten vernietigen.
Naast deze legers, gooiden de Duitsers een nieuw 'wapen' in de strijd, namelijk Panzerbrigade 150. De Panzerbrigade 150 zocht zich, in Amerikaanse uniformenen met Amerikaanse voertuigen, een weg achter de vijandelijke linies. Ze moesten achter de vijandelijke linies verwarring stichten en op deze manier de opmars van de Duitse legers bevorderen.

### Voorbereiding
Er zouden ongeveer 3000 Duitse soldaten onder het commando van Otto Skorzeny worden gesteld. In november 1944 hadden zich slechts 2200 soldaten gemeld om deel te nemen aan de operatie. Dit kwam waarschijnlijk omdat, als men in een vijandelijk uniform rondliep, ze het risico liepen door eigen troepen te worden gedood. Daarnaast had de militaire politie het recht om soldaten die verkleed zijn in vijandelijk uniform, standrechtelijk te executeren. Er werden alleen vrijwilligers gevraagd, aangezien velen het mentaal niet zouden aankunnen. Van de 2200 vrijwilligers konden er slechts 790 vloeiend Engels praten. Mochten ze plotseling met Amerikanen of Britten in aanraking komen, dan zouden zij het woord moeten voeren.
De soldaten werden uitgerust met Amerikaanse uniformen, uitrustingen en wapens. Daar hoorden ook de dog tags bij die waren afgepakt van de gevangengenomen Amerikaanse soldaten.
Naast de uitrusting, die hetzelfde was als die van Amerikaanse soldaten, werden er documenten gedrukt die identiek waren aan de Amerikaanse. Parachutisten hadden tijdens een tegenaanval in Nederland enkele documenten buitgemaakt. Deze documenten werden tot in de kleinste details bekeken, waardoor de Duitsers gelijkende documenten konden produceren voor de eenheid onder leiding van Skorzeny.
De eenheid bestond uit vier infanterie-, vier tankjager- en drie pantsercompagnieën. Daarnaast was er ook nog een compagnie logistiek die voor kleding, munitie en andere materialen zorgde. Ook waren zij verantwoordelijk voor het vervoer van die goederen. Naast deze compagnieën werd er ook een artillerieafdeling opgericht en een bataljon met hospikken.

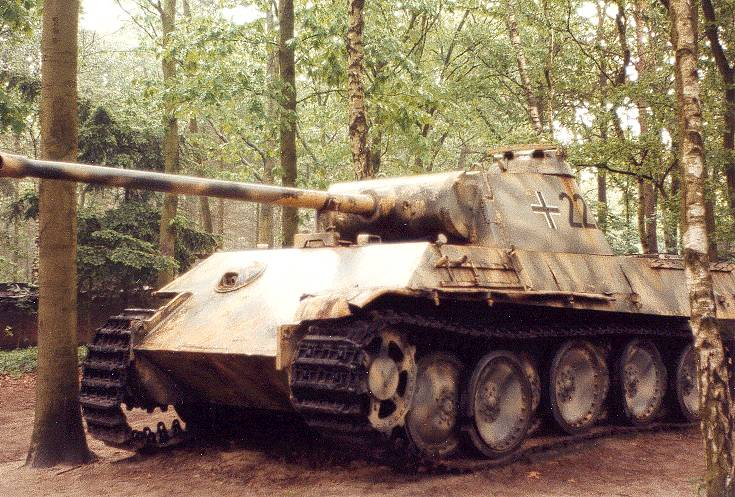
Panzerkampfwagen V Panther Ausf. G

Omdat er te weinig vrijwilligers waren, konden de compagnieën niet op de gewenste sterkte worden gebracht. Naast personele problemen kenden de Duitsers ook materiële problemen. Hoofdprobleem was het gebrek aan tanks. Zonder die tanks zou de operatie niet mogelijk zijn. Daarbij kwam dat de vijand over veel pantservoertuigen beschikte. Zonder tanks of antitankwapens zouden ze weinig kunnen uitrichten.
Van de 25 beloofde Shermantanks werden er uiteindelijk slechts twee geleverd. Daarnaast was Skorzeny beloofd dat hij acht tanks van het soort M10 Wolverine tot zijn beschikking zou krijgen. Dit werd er uiteindelijk slechts een. De Duitsers probeerden zich hieromheen te werken; een aantal tanks van het soort Panzerkampfwagen V Panther werden omgebouwd om eruit te zien als de M10 Wolverine. Slechts 20 van de toegezegde 45 vrachtwagens werden geleverd, en 27 van de 40 toegezegde licht gepantserde infanterievoertuigen van het type M3. Alleen de M8 Greyhound werd in de beloofde hoeveelheid geleverd. Dit verkenningsvoertuig miste echter een effectieve vuurkracht. Het beschikte slechts over een 0,50 inch kaliber 12,7 mm machinegeweer en een licht 3,7 cm kanon.
Ook aan munitie en infanteriewapens was er een ernstig gebrek. Dit kon uiteindelijk nog redelijk worden hersteld door het buitmaken van Amerikaanse wapens op gevangenen of het stelen van wapens achter de frontlinie.
Om de soldaten ongehinderd controlepunten te laten passeren, kregen de commandotroepen van Skorzeny valse identiteitsbewijzen. Dit gaf hun de mogelijkheid om in alle geallieerde gebouwen te komen en alle controleposten ongehinderd te passeren. De identiteitsbewijzen waren goed vervalst, zodat het slechts een enkele wachter opviel dat het geen echte waren.
Om de tekorten aan authentieke Amerikaanse pantservoertuigen te compenseren, werden vijf Duitse Panther zo omgebouwd dat ze (op afstand) leken op de Amerikaanse M10 Wolverine. Er werden overal rond de Panthers staalplaten gemonteerd, zodat het silhouet overeenkwam met dat van de M10.

## Weersomstandigheden in december 1944

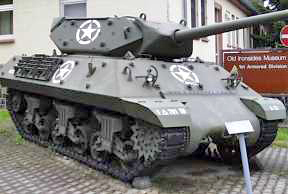
De tankjager M10 Wolverine, die de Duitsers met de Panzerkampfwagen V Panther der Ausführung G wilden imiteren.

Slecht weer was een voorwaarde voor het slagen van de operatie. In december 1944 hing er boven de Ardennen een lagedrukgebied. De gevolgen hiervan waren hevige sneeuwval en mist. De mist en de zware bewolking zorgden ervoor dat de geallieerden luchtmacht niet kon opstijgen. Tegelijkertijd konden de klimaatbestendigere Duitse vliegtuigen wel ondersteuning bieden aan hun grondtroepen. Tijdens een directe confrontatie in de lucht moesten de Duitsers meestal het onderspit delven, maar tijdens deze operatie hadden de Duitsers luchtoverwicht. Dit was tevens voor het laatst in de oorlog.

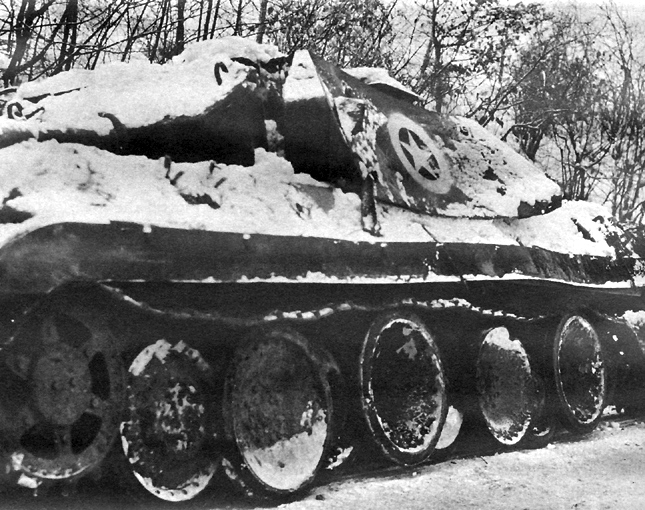
Een vermomde Panzerkampfwagen V Panther

Het gevaar voor luchtafweergeschut was erg gering. Maar het slechte weer had ook gevolgen voor Duitse troepen. Het vervoer van troepen en materieel ging niet zo snel als verwacht aangezien de wegen waren ondergesneeuwd. Dit leidde uiteindelijk tot een grootschalige vertraging voor de Duitsers. Naarmate de tijd verstreek werd het vervoer steeds moeilijker en door vorst bleven voertuigen vastgevroren aan de grond steken.
Aan beide kanten leden ook de infanterietroepen ernstig onder de barre weersomstandigheden. Door de regen en sneeuw werd de kleding doornat en raakten vele soldaten onderkoeld. Tevens zorgde de natte kleding ervoor dat men langzamer kon bewegen, aangezien het aanzienlijk zwaarder is dan wanneer men droge kleding draagt. Metalen delen van de wapens vroren aan materiaal vast. De kou zorgde voor een hoge vermoeidheid onder de troepen. Veel manschappen werden ziek of konden niet meer lopen door onderkoelde voeten.

## De inzet achter het vijandelijke front
De opzet om de Maasbruggen te veroveren, werd al op 17 december opgegeven, omdat de brigade niet door de verkeersopstopping heen wist te komen. Besloten werd de eenheid voor reguliere aanvallen te gebruiken. De brigade deed een poging Malmedy te veroveren. Op 28 december werd de eenheid van het front teruggetrokken.
Op 23 december waren alle aan de operatie deelnemende eenheden door de Amerikanen ontmaskerd. De ontsnapte troepen vochten verder in Duitse uniformen. In totaal waren er 2200 man toegewezen. Het aantal doden bedraagt 390, terwijl er 540 gewonden vielen te betreuren. De Amerikanen namen 450 Duitsers krijgsgevangen. Er zijn ongeveer 1300 man teruggekeerd in de eigen linies. De Duitsers verloren ook veel materieel. Ongeveer 80% van alle voertuigen en zware wapens was verloren gegaan. De teruggekeerde troepen konden de uitgedunde eenheden bij de Westwall versterken.

## Maatregelen
Na de eerste successen van de operatie werden toch enkele Duitse soldaten gevangengenomen. Bij het verhoor gaven zij te kennen dat ze de opdracht hadden gekregen om in Parijs de opperbevelhebber van de geallieerde troepen in het westen, Dwight D. Eisenhower, te ontvoeren of te doden.
De geallieerden waren geneigd deze verklaring te geloven, aangezien het Skorzeny ook was gelukt om Benito Mussolini uit de gevangenis te bevrijden. Eisenhower kreeg extra bescherming voor enkele dagen in zijn hoofdkwartier. Duizenden militairen werden ingezet voor het onderzoek naar de Duitse troepen die zich als Amerikaan voordeden. Zo nu en dan werd er zelfs een dubbelganger van Eisenhower ingezet om zijn toespraken te houden. De weken erna werd de bescherming bij wegversperringen opnieuw drastisch versterkt. Documenten en identiteitsbewijzen werden als waardeloos beschouwd, aangezien het nu eenvoudig bleek die te vervalsen.
Om de Duitse soldaten alsnog te pakken, werden er typische vragen over het sociale leven in de Verenigde Staten gesteld. Hierbij kan onder andere worden gedacht aan: "Welk honkbalteam werd kampioen in 1934?", "Hoe heet de zus van Mickey Mouse?", "Hoeveel presidenten hebben de Verenigde Staten ooit gehad?", etc. Als iemand geen vraag kon beantwoorden, werd hij onder verdenking gesteld, en afgevoerd naar de gevangenis. Daar werd de verdachte dan verder gecontroleerd. Bijna 2500 Amerikanen werden gearresteerd en onterecht aangezien voor Duitsers. Ze werden later alsnog vrijgelaten. Door deze wegblokkades werden 'slechts' dertien Duitse militairen gevangengenomen, van wie er vijf later werden geëxecuteerd wegens sabotage. Zij hadden twee dagen eerder geprobeerd een brug, die in Amerikaanse handen was, onbruikbaar te maken. De aanslag werd nog net op tijd verijdeld. Acht Duitse militairen stierven bij het gevecht dat volgde. De overigen werden afgevoerd naar gevangenenkampen.
Doordat de troepen van Skorzeny op de eerste dag van het Ardennenoffensief geen doorbraak hadden geforceerd, noemde Skorzeny Operatie Greif een mislukking.

## Gevolgen voor de Wehrmacht
Zowel het leger en de Luftwaffe leden in het laatste grote Duitse offensief enorme verliezen. Vele doden en gewonden waren er aan Duitse zijde te betreuren, maar ook zeker een boel krijgsgevangenen. Het verloren materieel zorgde ervoor dat de Duitse eenheden niet meer verder konden vechten en de verliezen konden gedurende de verdere oorlog niet meer worden vervangen. Deze verzwakking droeg bij aan een snellere val van het Derde Rijk. Dit ook omdat de geallieerden hun verloren materieel en manschappen weer binnen drie weken hadden vervangen.